# Церковь Михаила Архангела (Михайловское)
Церковь Михаила Архангела — недействующий православный храм в деревне Михайловское Рузского городского округа Московской области. В настоящее время от храма осталась только колокольня, в которой проходят редкие богослужения.

## История
Храм в селе Михайловском Рузского уезда Московской губернии построили в 1857 году на пожертвования прихожан (на сайте «Храмы России» указан 1837 год).
Каменная церковь, с колокольней и оградой, имела три престола: Архистратига Михаила, пророка Илии и святителя Николая.
К концу XIX века храм стал центром благочиннического округа.
В конце 1930-х годов храм был закрыт советскими властями. Последний настоятель церкви, Николай Виноградский, был арестован и расстрелян на Бутовском полигоне 15 декабря 1937 года.
Во время Отечественной войны здание было сильно повреждено, в последующие годы практически полностью разрушено.
До нынешнего времени сохранилась только находящаяся в аварийном состоянии колокольня. 15 марта 2002 года Постановлением правительства Московской области Колокольня церкви архангела Михаила в селе Михайловское Рузского района признана объектом культурного наследия регионального значения.
В таком состоянии храм передан верующим. 22 августа 2015 года впервые с 1937 года в сохранившейся колокольне храма архангела Михаила была отслужена Божественная Литургия. Ныне богослужения совершаются летом один раз в месяц.